# Pic des Trois-Seigneurs
Le pic des Trois-Seigneurs est un sommet des Pyrénées françaises dans le département de l'Ariège en région Occitanie. Il culmine à 2 199 m d'altitude. C'est le sommet principal du massif du même nom.

## Toponymie
Le nom de ce pic est issu de la légende selon laquelle les trois seigneurs des vallées de Massat, Vicdessos et Rabat-les-Trois-Seigneurs, se rencontraient sur la dalle plate en son sommet afin de débattre des droits des différentes vallées qu'ils administraient.

## Géographie

### Topographie

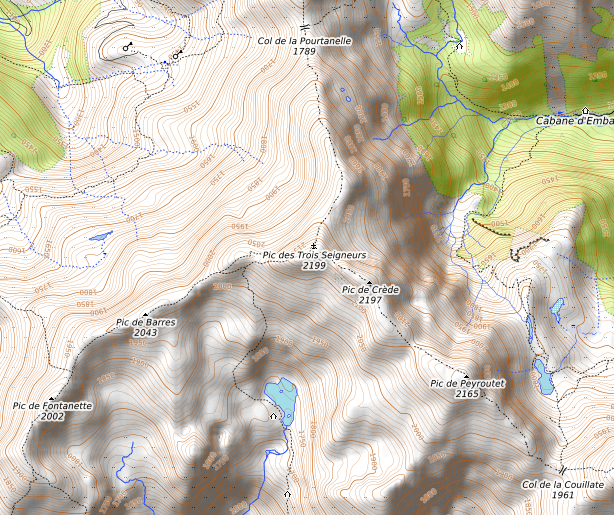
Carte topographique.

Le pic des Trois-Seigneurs est situé au point de rencontre des trois vallées de la Courbière, du Vicdessos et de l'Arac, en Couserans.
Modeste sommet bien individualisé, il offre néanmoins un panorama exceptionnel sur les montagnes ariégeoises.
Le sommet est situé dans le périmètre du parc naturel régional des Pyrénées ariégeoises.

### Géologie
Le pic des Trois-Seigneurs constitue un massif situé au nord de la chaîne axiale primaire des Pyrénées et au sud du massif de l'Arize. Il constitue également un obstacle naturel entre le Couserans et la haute Ariège.

## Histoire

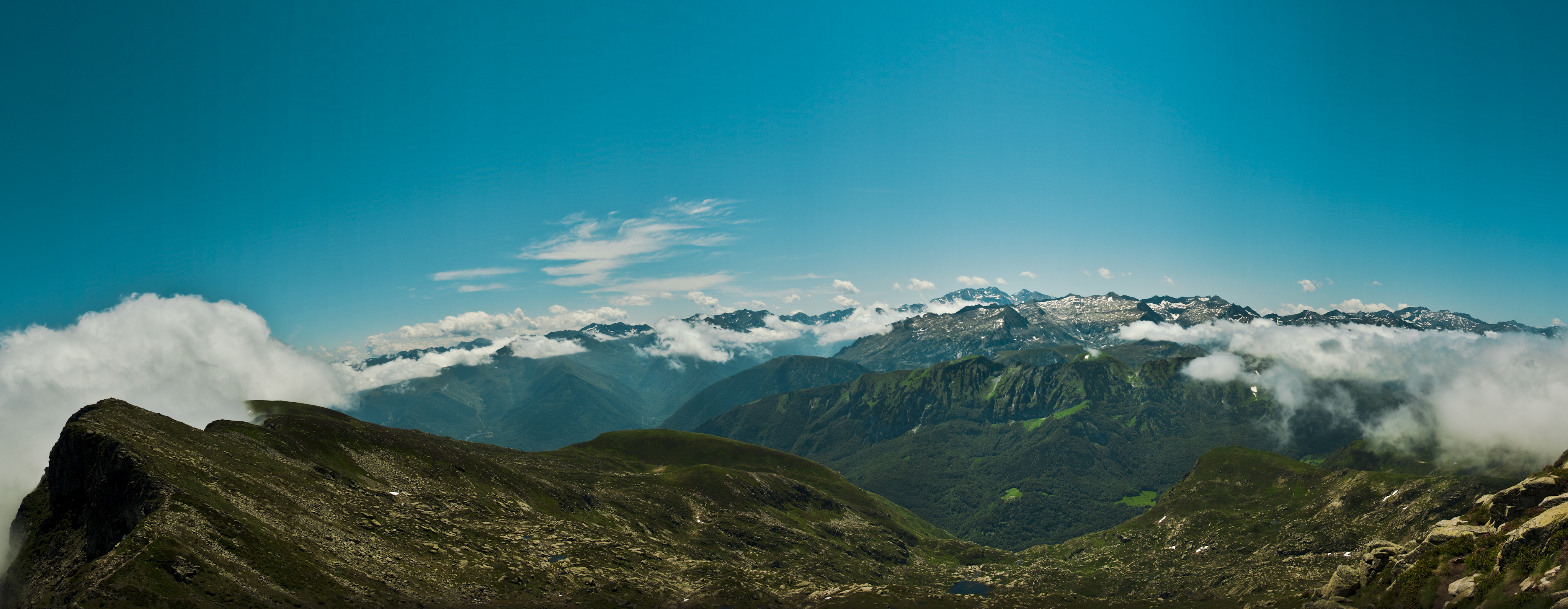
Vue des Pyrénées depuis le pic des Trois-Seigneurs.

À partir du XVIIe siècle, de grandes caravanes d'ânes et de mulets transportaient le charbon de bois entre les forêts du Couserans et les forges à la catalane de la vallée de Rabat via le col de la Pourtanelle sur l'épaulement nord du pic.
Au XIXe siècle, des porteurs de glace venaient y chercher nuitamment leur butin sous forme de pains de 25 kg sur le flanc nord du pic, au glacier d'Ambans, pour le transporter emballé et serré par huit rouliers et 24 attelages vers Toulouse en deux nuits et un jour. Un tiers de la glace était perdu par la fonte, mais les cafetiers la payaient à bon prix.
Le glacier d'Ambans a totalement disparu au début du XXIe siècle.

## Voies d'accès
Depuis le port de Lers : trois lacets avant le port de Lers, il y a un sentier à flanc jusqu'au pont de Ganioule, qui ensuite remonte jusqu'au pic des Trois-Seigneurs en passant par l'étang d'Arbu. Il faut compter environ trois heures sur 900 mètres de dénivelé.
Par le cirque d'Embans : en passant par l'étang Bleu de Courbière et le pic de Peyroutet. Il faut compter environ 4 h 30 pour 1 200 mètres de dénivelé.